# 서명식
서명식(1992년 5월 31일 ~ )은 대한민국의 축구 선수이며 포지션은 수비수이다.

## 축구인 경력
정명고 졸업 후, 관동대학교 진학,
관동대학교 졸업 후, 2015시즌을 앞두고 자유계약으로 대전 시티즌을 통해 프로무대에 입문했으나, 별다른 활약을 보이지 못해 2015시즌 중반 손설민과 임대 트레이드로 K리그 챌린지 강원 FC에 임대 이적했다.
2016년 1월 8일 부천 FC로 이적이 발표되었다.

## 수상

### 클럽

#### 경주 한국수력원자력 축구단
- 내셔널리그
  - 우승 1회 : 2017